# BREIN
Stichting BREIN (Bescherming Rechten Entertainment Industrie Nederland) is een private Nederlandse organisatie die zich inzet tegen inbreuken op intellectuele eigendomsrechten van auteurs, uitvoerende kunstenaars, uitgevers, producenten en distributeurs van muziek, film, video en software. BREIN zegt on- en offline te zoeken naar piraterij en zegt voorlichting te geven over piraterij. 
BREIN is in april 1998 opgericht. Voor 1998 bestonden er ook al instanties die piraterij bestreden, zoals de Opsporingsdienst Buma/Stemra, Stichting Video Veilig en de NVPI. Met het oog op de digitalisering hebben deze partijen gezamenlijk BREIN opgericht om piraterij van zowel muziek, film als software te bestrijden.
De werkwijze van de stichting BREIN wordt bekritiseerd door organisaties die stellen dat BREIN de privacy van internetgebruikers aantast en dat door haar geëiste maatregelen de vrijheid van meningsuiting in het gedrang zouden brengen.

## Achtergrondinformatie
Volgens BREIN was de waarde van piraterij in 2004 ongeveer 350 miljoen euro. De stichting rekent daarvan ongeveer 50% toe aan internetpiraterij en 50% aan handel in en het onder consumenten uitwisselen van illegale cd's en dvd's. Afgezet tegen de legale markt zou daarmee op dat moment een op de drie beeld- en geluidsdragers in Nederland illegaal zijn.
BREIN is een private handhavingsorganisatie en heeft in Nederland geen strafrechtelijke opsporingsbevoegdheden. De Auteurswet biedt rechthebbenden en hun vertegenwoordigers verschillende middelen om juridische actie te ondernemen. Zo kunnen inbreukmakende goederen en productiemiddelen worden opgeëist en kunnen schadevergoedingen worden gevorderd via een civiele procedure bij de rechtbank. Bij kleine zaken wordt de dader gevraagd om een onthoudingsverklaring met boetebeding te ondertekenen. Als dit wordt geweigerd wordt er een kort geding aangespannen. Bij grotere zaken wordt er een schadevergoeding geëist en/of wordt aangifte gedaan bij de strafrechtelijke autoriteiten.

## Activiteiten
BREIN tracht naar eigen zeggen enkel mensen te vervolgen die ze als 'zware inbreukmakers' ziet, dat wil zeggen eigenaars of beheerders van servers of sites met illegaal aanbod (bestanden of links) of 'excessieve uploaders'.
In december 2020 start BREIN het voorlichtingsproject Frequente en Langdurige Uploaders (FLU) dat gericht is op mensen in Nederland die veelvuldig BitTorrent/Popcorn Time of een variant daarvan of p2p-streamingsites gebruiken, waarbij tijdens het downloaden of streamen ook geüpload wordt. Dat zijn volgens de stichting gebruikers die door te seeden de uitwisseling van illegale content in stand houden. 'Gewoonte-inbreukmakers' krijgen via de internetprovider (ISP) een e-mail met de waarschuwing dat ze de wet overtreden, en dat bij toekomstige inbreuken BREIN hun naam-, adres- en woonplaatsgegevens kan opvragen om een onthoudingsverklaring af te spreken of een rechterlijk bevel te vorderen. Als de ISP medewerking weigert zal BREIN de bijbehorende email-adressen opvragen (of vorderen) zodat ze de waarschuwingen zelf kunnen sturen.
Bij vonnis van gerechtshof Arnhem-Leeuwarden van 11 oktober 2022 heeft BREIN in hoger beroep haar eisen aan Ziggo voor het doorsturen van waarschuwingsbrieven naar gebruikers van IP-adressen van Ziggo afgewezen gezien.

## Door BREIN aangespannen rechtszaken
De stichting heeft herhaaldelijk met wisselend succes juridische stappen genomen ter bescherming van diverse auteursrechthebben, onder meer ook door deel te nemen aan een collectieve actie ex artikel 3:305a BW.

### Filmspeler.nl
Op 26 april 2017 heeft de Europese rechter in een zaak tussen Brein en Filmspeler.nl bepaald dat de verkoop van kodi-mediaspelers niet is toegestaan voor zover daarop ook add-ons zijn voorgeïnstalleerd die linken naar illegale streamingsites ("gratis-filmkastjes" waarmee men een gratis Netflixachtige thuisbioscoop krijgt).

### The Pirate Bay
Op 30 juli 2009 heeft de rechter in een kort geding bepaald dat The Pirate Bay haar website onbereikbaar moet maken voor bezoekers uit Nederland. Voor iedere dag dat de gedaagden niet aan het vonnis voldoen moeten zij een dwangsom van 30.000 euro betalen tot een maximum van 3 miljoen euro. The Pirate Bay was niet aanwezig bij deze rechtszaak aangezien zij niet gedagvaard konden worden omdat BREIN naar eigen zeggen de gedaagden niet kon vinden voor de dagvaarding. BREIN heeft gebruikgemaakt van Twitter, Facebook en andere methodes om de gedaagden te bereiken, maar de rechter vroeg zich af of dit wel geheel volgens de wet was. Volgens een advocaat die regelmatig door BREIN aangesproken sites verdedigt, is het vonnis echter van weinig waarde. Zo zou de verkeerde personen zijn gedaagd en heeft de rechter direct ingestemd met alle eisen van de eiser omdat de tegenpartij niet op kwam dagen.
Diverse partijen, waaronder de Consumentenbond, reageerden teleurgesteld op deze uitspraak. Op 10 augustus 2009 gaf de stichting BREIN The Pirate Bay tot het einde van de maand alsnog de kans om zich te verdedigen. The Pirate Bay wordt daarbij vertegenwoordigd door de in auteursrechten op internet gespecialiseerde advocaat Ernst-Jan Louwers. In die rechtszaak, waar The Pirate Bay dus wel vertegenwoordigd was, deed de rechter op 22 oktober 2009 uitspraak. De vordering van BREIN werd opnieuw toegewezen.

### Ziggo en XS4ALL
Op 1 mei 2010 werd bekend dat BREIN kabelbedrijf Ziggo voor de rechter daagt. BREIN eiste dat The Pirate Bay, een torrentsite, door Ziggo wordt afgesloten voor haar abonnees. Op 29 april 2010 diende BREIN al een schriftelijk verzoek in bij Ziggo. Ziggo wees dit verzoek af omdat zij vond dat er "geen enkele juridische basis" voor dit verzoek was. Enkele critici achtten de kans op succes zeer klein omdat providers wettelijk beschermd zijn tegen afsluitverzoeken.
Op 19 juli 2010 werd in kort geding een vonnis geveld door de rechtbank te Den Haag, waarbij de Stichting BREIN in dit proefproces als eiser optrad tegen ISP Ziggo BV en XS4ALL (deze laatste had zich in de zaak gevoegd aan de kant van Ziggo). Naar de mening van BREIN waren alle andere juridische mogelijkheden uitgeput, en dient Ziggo als de tussenpersoon te worden beschouwd die de diensten aanbiedt aan derden. Om die reden zou Ziggo kunnen worden gesommeerd de doorgifte van The Pirate Bay aan haar abonnees te staken.
De zienswijze van BREIN werd echter niet door de rechter gedeeld. Volgens de rechtbank was voor het overgrote deel van de abonnees niet vast komen te staan dat zij inbreuk hadden gemaakt, terwijl de betreffende regelgeving alleen bedoeld is om een einde te kunnen maken aan een specifieke inbreuk - alleen in dat geval is namelijk met voldoende mate van zekerheid vast te stellen dat er sprake is van inbreuk op auteursrechten door een abonnee. Een stakingsbevel voor alle gebruikers was daarom volgens de rechtbank niet toewijsbaar.
Daarnaast was de rechtbank van oordeel dat BREIN onvoldoende had gedaan om individuele abonnees in rechte aan te spreken, zodat er nog andere en minder verstrekkende mogelijkheden openstaan. De vordering van BREIN werd in kort geding afgewezen, omdat naar het oordeel van de rechtbank om bovenstaande redenen onvoldoende aannemelijk was dat de eis in de bodemprocedure zou worden toegewezen. BREIN is daarbij in de volledige proceskosten veroordeeld (ca. 45.000 euro). Brein is tegen dit kortgedingvonnis in hoger beroep gegaan en heeft een bodemprocedure aanhangig gemaakt. In de bodemprocedure is inmiddels uitspraak gedaan.
Op 11 januari 2012 gaf de rechtbank in Den Haag in het vonnis van de bodemprocedure aan providers Ziggo en XS4ALL opdracht om The Pirate Bay te blokkeren. Stichting BREIN had de rechtbank hierom gevraagd, omdat – volgens BREIN – is bewezen dat ongeveer 30% van de abonnees van Ziggo en 4,5% van de abonnees van XS4ALL The Pirate Bay hebben gebruikt voor het uitwisselen van bestanden, volgens de providers was dit aantal veel lager. Of deze bestanden legaal zijn of niet wordt daarbij in het midden gelaten, aangezien de hoeveelheid legale content die wordt aangeboden op The Pirate Bay 'marginaal' is volgens BREIN. Binnen tien dagen moeten de providers The Pirate Bay hebben geblokkeerd. Op 31 januari 2012 geeft Ziggo onder protest gehoor aan de opgelegde blokkade en ontzegt hiermee haar klanten (directe) toegang tot The Pirate Bay. Op 1 februari 2012 geeft XS4ALL ook gehoor aan het gerechtelijk bevel en voert de blokkade onder duidelijk protest door. Zowel Ziggo als XS4ALL zijn in hoger beroep gegaan tegen de uitspraak van de rechter.
De uitspraak van dit hoger beroep kwam op 28 januari 2014. Het gerechtshof oordeelde dat de blokkade niet effectief en daarmee buitenproportioneel is. Ook gaat de blokkade in tegen de vrijheid van ondernemen. Verder stelt de rechter dat The Pirate Bay met het beschikbaar stellen van torrent bestanden dan wel magnet-links geen inbreuk pleegt op het auteursrecht. Hoewel het aantal bezoekers van The Pirate Bay wel behoorlijk daalde als gevolg van de blokkade, was het totale torrentverkeer op internet er niet door afgenomen en dus was de blokkade niet voldoende effectief, aldus het Hof. BREIN is het met deze redenering van het Hof niet eens en heeft cassatie ingesteld tegen het arrest. Een van belangrijkste vragen die de Hoge Raad zal moeten beantwoorden is dus of het linken naar illegaal openbaar gemaakte bestanden op internet als auteursrechtinbreuk dient te worden gekwalificeerd. De Advocaat-Generaal bij de Hoge Raad heeft in een conclusie in een andere rechtszaak (GeenStijl Media tegen Sanoma-Playboy-Britt Dekker) voorgesteld hierover prejudiciële vragen te stellen bij het Hof van Justitie EU.
Nadat UPC, KPN, T-Mobile Nederland en Tele2 op vraag van BREIN weigerden om ook The Pirate Bay te blokkeren, kondigde BREIN op 23 februari 2012 aan dat het deze providers ook voor de rechter daagt. Op 10 mei 2012 besliste de voorzieningenrechter in dit kort geding dat UPC, KPN, T-Mobile en Tele2 - net als Ziggo en XS4ALL - hun abonnees de toegang moet blokkeren tot The Pirate Bay. Samen bedienen die zes internet providers ongeveer 90% van de markt. De rechter was van oordeel dat de blokkering van The Pirate Bay een noodzakelijke voorwaarde is voor een effectieve aanpak van de inbreuk die de abonnees van de providers met behulp van The Pirate Bay maken. Ook deze vier providers gingen in hoger beroep. Naar verwachting komt dit in maart 2014 voor de rechter.
In België werd in oktober 2010 in BAF vs. Telenet/Belgacom een gelijkaardige zaak geveld, waar de auteursrechtenvereniging evenmin gelijk kreeg. Maar ook in die zaak is de vordering tot blokkering uiteindelijk in hoger beroep alsnog toegewezen.

### TPB-proxy's
Nadat The Pirate Bay blokkade inging waren er veel proxy's gelanceerd. Op 20 maart 2012 oordeelde de rechter dat deze reverse proxy's onrechtmatig waren, waarna er drie minderjarigen werden gesommeerd om te stoppen met hun proxy, waaronder een 12-jarige jongen. Op 10 mei 2012 is ook uitspraak gedaan door de voorzieningenrechter in het kort geding over de door de Piratenpartij aangeboden omzeiling. Daarin besliste de rechter wederom dat het actief faciliteren van het omzeilen van een rechterlijke beslissing in het algemeen onrechtmatig is.

## Kritiek op BREIN
De stichting BREIN ontvangt regelmatig kritiek op haar werkwijze. BREIN wordt onder andere ervan beschuldigd de privacy van internetgebruikers aan te tasten door gegevens van IP-adressen op te vragen. In een arrest oordeelde de rechter dat de gebruikte methode om aan de IP-adressen te komen in strijd was met de privacyregels.
Ook wordt BREIN beschuldigd de vrijheid van meningsuiting in het gedrang te brengen door internetproviders te dagvaarden met de eis een website te blokkeren. Dit zou een precedent scheppen waardoor de vrijheid van meningsuiting en vrijheid in de persoonlijke levenssfeer in gevaar zou kunnen komen. De rechter heeft de vordering tot blokkering echter gemotiveerd toegewezen.

## Rechtszaken tegen BREIN

### TorrentFreak en FTD
Op 19 november 2007 kondigde de website TorrentFreak aan dat ze BREIN wilde gaan aanklagen omdat ze een stuk tekst van hun internetblog hadden gekopieerd. TorrentFreak heeft dit echter nooit gedaan. Op 15 mei 2009 kondigde de Usenet-Community FTD aan dat ze BREIN gingen aanklagen wegens het maken van valse uitlatingen. FTD stapte naar de rechter om in een bodemprocedure hun gelijk te krijgen. De rechter gaf FTD echter ongelijk en wees het verbod dat BREIN tegen FTD vorderde toe, waarna FTD haar dienst staakte.

### Stichting Laat Ondertitels Vrij
In 2016 werd BREIN aangeklaagd door de Stichting Laat Ondertitels Vrij (SLOV), die de belangen behartigde van zowel de makers als de gebruikers van particuliere ondertitels. BREIN had in 2013 enkele partijen gesommeerd, omdat zij van mening waren dat de eigendomsrechten van de auteursrechthebbenden op de bijhorende films en series werden geschonden door het verspreiden van ondertitels. SLOV was in dit geval van mening dat het vertalen van de dialogen uit films onder vrijheid van meningsuiting valt.
De rechter oordeelde dat het er op dialogen in films auteursrechten berusten, en dat het vertalen van deze een vorm van verveelvoudiging is. Hoewel er in beperkte mate sprake kan zijn van dubbele auteursrechten, in het geval wanneer de vertaalde ondertitels dusdanig afwijken van de dialogen, is er volgens de rechter altijd toestemming nodig van de auteursrechthebbenden.

## Aanvallen op website BREIN

#### Vermeende DDoS-aanval
Op 1 juli 2009 berichtte toenmalig directeur Tim Kuik aan Webwereld dat de website van BREIN "kapot" was gemaakt door hackers die een DDoS-aanval deden. Hij speculeerde over een mogelijke connectie met de voorgenomen dagvaarding tegen The Pirate Bay. Meerdere, van elkaar onafhankelijke, bronnen melden echter dat deeplinks van de site nog prima bereikbaar waren en dat er dus geen sprake was van een aanval. BREIN reageerde door te melden dat de aanval inmiddels was gestopt en dat de back-up van de "kapotte" website al een jaar oud was en dat ze daarom bezig waren met de opbouw van de website.
De weblog GeenStijl claimde ontdekt te hebben dat de server van BREIN geheel nog functioneerde en er geen sprake was van een aanval: het gehele nieuwsarchief was nog benaderbaar. Het nieuwsarchief van BREIN was later door een wachtwoord beschermd.
Op 23 juli 2009 maakte The Pirate Bay bekend een rechtszaak tegen Tim Kuik te starten wegens laster. The Pirate Bay ontkent iets te maken te hebben met de vermeende DDoS-aanval. The Pirate Bay heeft dit echter nooit gedaan.

#### Anonymous
In januari 2012 werd de site aangevallen door Anonymous vanwege de DNS- en IP-blokkades van The Pirate Bay die opgelegd zijn aan ISP's Ziggo en XS4ALL. Hierbij werd eerst de site Brein.nl van een ongerelateerd softwarebedrijf aangevallen. BREIN haalde haar eigen site Anti-piracy.nl preventief offline om de aanval te ontlopen.

## Deelnemers
Deelnemende organisaties zijn onder andere:
- Buma/Stemra
- Nederlandse Vereniging van Producenten en Importeurs van beeld- en geluidsdragers (NVPI)
- Motion Picture Association of America (MPAA)
- Stichting ter Exploitatie van Naburige Rechten (Sena)